# Liste des circonscriptions électorales du Lancashire
Le comté cérémoniel du Lancashire, qui inclut l'autorité unitaire de Blackburn with Darwen et Blackpool, est divisé en 16 circonscriptions électorales :  huit Borough constituencies et huit County constituencies.

## Circonscription
- † Conservateurs
- ‡ Travaillistes
- ¤ Libéraux-démocrates

| Circonscription                  | Électeurs | Majorité | Member of Parliament | Member of Parliament | Opposition | Opposition        | Carte |
| -------------------------------- | --------- | -------- | -------------------- | -------------------- | ---------- | ----------------- | ----- |
| Blackburn BC                     | 73 251    | 12 760   |                      | Kate Hollern         |            | Bob Eastwood      |       |
| Blackpool North and Cleveleys BC | 62 468    | 3 340    |                      | Paul Maynard         |            | Samuel Rushworth  |       |
| Blackpool South BC               | 57 411    | 2 585    |                      | Gordon Marsden       |            | Peter Anthony     |       |
| Burnley BC                       | 64 477    | 3 244    |                      | Julie Cooper         |            | Gordon Birtwistle |       |
| Chorley CC                       | 74 679    | 4 530    |                      | Lindsay Hoyle        |            | Rob Loughenbury   |       |
| Fylde CC                         | 65 679    | 13 224   |                      | Mark Menzies         |            | Jed Sullivan      |       |
| Hyndburn BC                      | 68 341    | 4 400    |                      | Graham Jones         |            | Kevin Horkin      |       |
| Lancaster and Fleetwood CC       | 62 616    | 1 265    |                      | Cat Smith            |            | Eric Ollerenshaw  |       |
| Morecambe and Lunesdale CC       | 67 169    | 4 590    |                      | David Morris         |            | Amina Lone        |       |
| Pendle BC                        | 64 573    | 5 453    |                      | Andrew Stephenson    |            | Azhar Ali]        |       |
| Preston BC                       | 59 981    | 12 067   |                      | Mark Hendrick        |            | Richard Holden    |       |
| Ribble Valley CC                 | 77 379    | 13 606   |                      | Nigel Evans          |            | David Hinder      |       |
| Rossendale and Darwen BC         | 84 011    | 5 654    |                      | Jake Berry           |            | Will Straw        |       |
| South Ribble CC                  | 76 489    | 5 945    |                      | Seema Kennedy        |            | Veronica Bennett  |       |
| West Lancashire CC               | 70 906    | 8 360    |                      | Rosie Cooper         |            | Paul Greenall     |       |
| Wyre and Preston North CC        | 70 629    | 14 151   |                      | Ben Wallace          |            | Ben Whittingham   |       |

## 2010 changements de limites
Avant les Élections générales de 2010, les commissions de délimitation ont recommandé que le comté soit divisé en 16 circonscriptions, avec une nouvelle circonscription Wyre and Preston North CC, changeant le nom et les limites des anciennes.
| Nom | limites avant 2010                         |
| --- | ------------------------------------------ |
| 1. Blackburn BC 2. Blackpool North and Fleetwood BC 3. Blackpool South BC 4. Burnley BC 5. Chorley CC 6. Fylde CC 7. Hyndburn BC 8. Lancaster and Wyre CC 9. Morecambe and Lunesdale CC 10. Pendle BC 11. Preston BC 12. Ribble Valley CC 13. Rossendale and Darwen BC 14. South Ribble CC 15. West Lancashire CC | Parliamentary constituencies in Lancashire |

| Nom | Limites depuis 2010                           |
| --- | --------------------------------------------- |
| 1. Blackburn BC 2. Blackpool North and Cleveleys BC 3. Blackpool South BC 4. Burnley BC 5. Chorley CC 6. Fylde CC 7. Hyndburn BC 8. Lancaster and Fleetwood CC 9. Morecambe and Lunesdale CC 10. Pendle BC 11. Preston BC 12. Ribble Valley CC 13. Rossendale and Darwen BC 14. South Ribble CC 15. West Lancashire CC 16. Wyre and Preston North CC | Proposed Revised constituencies in Lancashire |

## Résultats
| 2005 | 2010 | 2015 |
| ---- | ---- | ---- |
|      |      |      |